# アルマス・トイヴォネン
アルマス・トイヴォネン（Armas Adam Toivonen、1899年1月20日 – 1973年9月12日）は、フィンランドの陸上競技選手である。彼は、1932年に開催されたロサンゼルスオリンピックのマラソンで銅メダルを獲得した。

## 経歴
当時33歳だったトイヴォネンは、ロサンゼルスオリンピックマラソンフィンランド代表に選出されてオリンピックへ出場することになった。
ロサンゼルスオリンピックのマラソン競技は、14カ国から28人の選手が出場して、1932年8月7日に実施された。トイヴォネンは生涯の自己最高となる2時間32分12秒の記録でアルゼンチン代表のファン＝カルロス・サバラ、イギリス代表のサミュエル・フェリスに続いて3位に入り、銅メダル獲得を果たした。
その2年後、トリノで開催された第1回ヨーロッパ陸上競技選手権大会のマラソンでは、2時間52分29秒の記録を出して優勝している。